# Anthurium huixtlense
Anthurium huixtlense, conocida comúnmente como anturio, es una especie de planta de la familia de las aráceas, nativa de Norteamérica.

## Clasificación
Es una hierba terrestre o epífita; con tallos de 14 cm de largo, y 3 cm de diámetro, catáfilas persistentes, de color marrón - oscuras en seco, de 5 a 23 cm de largo, coriáceas. Las hojas presentan haz mate a semilustroso, envés lustroso, láminas ovadas a ampliamente ovadas, de 17-70 cm de largo, 10.5-36 cm de ancho, subcoriáceas, márgenes redondeados, base profundamente lobada, lóbulos posteriores, de 5-20 cm de largo, aplanados, recurvados, seno triangular en forma de herradura, ocasionalmente rómbico, células con rafidios dispersas e indistintas, nervios basales 5-6 pares, del tercero hasta el quinto coalescentes en 2-2.5 cm, prominentes, costilla posterior desnuda, nervios laterales primarios 3-5 por lado, ligeramente prominentes en el haz y en el envés, nervios menores escasamente prominentes, nervio colector ascendiendo del primer nervio basal, de 4-10 mm del margen, pecíolos teretes, de 15-70 cm de largo, 6-9 mm de diámetro, genículo de 1-5 cm de largo.
La inflorescencia es erecta - extendida, más corta que las hojas, pedúnculo de 21-39 cm de largo; la espata es de color verde - blanquecino, oblongo-lanceolada, de 4.5-15 cm de largo, 2.7-4.5 cm de ancho, coriácea, base obtusa a redondeada, estipe de 2.5 mm de largo abaxialmente; espádice de color rosado a violeta-rojizo, raramente blanco, de 4.2- 20 cm de largo, 6-10 mm de diámetro en la base, 5-6 mm de diámetro en el ápice; flores 4-lobadas, de 2.3-3.1 mm de largo, 2.5-3.5 mm de ancho; tépalos semilustrosos, con puntos blancos, poco visibles, lisos a diminutamente papilados, tépalos laterales de 1.5-2.2 mm de ancho, margen interno recto; estambres con las anteras blancas a amarillas, de 0.6-0.7 mm de largo, 0.6-0.8 mm de ancho, tecas oblongas, escasamente o no divaricadas, polen blanco.
La infrutescencia de 21 cm de largo, 2 cm de ancho; con bayas anaranjadas, globosas; y semillas de hasta 3 por baya, de color verde.

## Distribución
Desde México (Chiapas, Oaxaca y Veracruz) hasta Nicaragua.

## Hábitat
Es de ambiente terrestre. Crece a una altitud de entre 100 a 200 m s. n. m. en selva alta perennifolia. La floración es una etapa no bien conocida; se ha colectado con inflorescencias en enero, abril, julio y noviembre.

## Usos
No se ha reportado ninguno, sin embargo, esta especie tiene un alto potencial ornamental por la belleza de sus inflorescencias.

## Estado de conservación
No se encuentra bajo ningún estatus de protección.

## Taxonomía
Anthurium huixtlense fue descrita en 1950 por Eizi Matuda en Revista de la Sociedad Mexicana de Historia Natural 11: 91.

### Etimología
Anthurium: nombre genérico compuesto de las raíces griegas ᾰ̓́νθος (anthos) 'flor' y ουρά (oura) 'cola', "cola florida", en referencia a la forma de la inflorescencia.
huixtlense: epíteto geográfico (de Huixtla, Chiapas, México).

### Sinonimia
- Anthurium bochilense Matuda[5][6]